# Torrico
Torrico község Spanyolországban, Toledo tartományban. Torrico Lagartera, Oropesa, Alcolea de Tajo, Villar del Pedroso, Valdeverdeja, Caleruela és Herreruela de Oropesa községekkel határos. Lakosainak száma 702 fő (2024).

## Népesség
A település népessége az utóbbi években az alábbiak szerint változott:
| Lakosok száma | 881  | 854  | 860  | 846  | 861  | 811  | 748  | 709  | 691  | 702  |
|               | 2001 | 2004 | 2007 | 2009 | 2012 | 2014 | 2017 | 2019 | 2022 | 2024 |